# Siri Thunström
Siri Thunström, född  15 juni 1872 i Norrköping, död 1948, var en svensk börsspekulant, känd som ”Börsdrottningen”. Hon dömdes 1919 för att ha genomfört bankbedrägerier genom att ha köpt aktier för lånade pengar, som vid tiden för hennes avslöjande uppgick till en summa motsvarande 30 miljoner kronor.
Hon tillhörde dem som porträtterades i utställningen ”Skuggsidan” på Stadsmuseet 2014. 

## Biografi
Siri Thunström var dotter till fabrikören Ludvig Leonard Thunström (d. 1897) och Albertina Berggren. Hon studerade på Aurore Pihls Norrköping norra läroverk för flickor och Högre lärarineseminariet i Stockholm och var 1891-1899 anställd som kamrer vid Norrköpings Enskilda Bank. Hon avbröt anställningen på grund av överansträngning och var några år "nervsvag". Hon beskrivs som en hederlig, folkskygg, samvetsgrann och respektabel ungmö, med ett intresse för litteratur och att köpa dyrbara föremål, men benägen till en överansträngning som gav henne sömnbrist och gjorde henne nervös och överexalterad. 
Hon visade tidigt ekonomisk begåvning, och familjen överlät bland annat på henne att hantera bouppteckningen efter sin avlidna bror. Hon fick också hjälpa sin mor att ta hand om sin fars fabrik sedan hennes bror avlidit, och ta hand som sina brorsbarn. Under 1910-talet började hon att ägna sig åt aktiespekulationer. Hon borde ha börjat med det före 1914, då ett vittne det året uppgav att hon hade nämnt att hon sålt en aktie. Hon hade 1917 byggt upp ett kapital som gjorde att hon kunde flytta till Stockholm och ägna sig åt affärer på heltid via egen direkttelefon till börshuset från sin bas på en lyxsvit på Grand hotel, dit hon flyttat med sin mor.
Hon blev snabbt känd genom sina aktieaffärer för tiotusentals kronor om dagen. Aktiefallet 1918 förstörde dock hennes kapital och hon började låna och flytta kapital mellan banker tills kreditlånen översteg den faktiska summa som hon kunde betala tillbaka. Krediten drogs då in och hon avslöjades. Hennes skuld uppgick då till 3.7 miljoner kronor (30 miljoner kronor idag). 
Efter en långdragen rättegångsprocess dömdes hon till straffarbete för bedrägeri. Efter att en läkare bedömde henne som mentalt instabil, omvandlades straffet istället till vård på mentalsjukhuset Konradsberg. Hon ansågs allmänt ha blivit tillfälligt sinnessjuk på grund av överansträngning. 
Hon frigavs 1922 och levde sedan ett anonymt liv med sin mor på Östermalm i Stockholm.